# Iglesia de Nuestra Señora de la Candelaria (Fuente del Maestre)
La iglesia parroquial de Nuestra Señora de la Candelaria es un templo católico situado en el municipio español de Fuente del Maestre , perteneciente a la provincia de Badajoz en la comunidad autónoma de Extremadura, que se encuentra en la falda de la sierra de San Jorge, a 45 km de Mérida, 68 km de Badajoz, 17 km de Almendralejo y 14 km de Zafra, a ocho km de la Autovía de la Plata (A-66) por la salida 666, y a cinco km de la Nacional N-432, Badajoz-Granada. En cuanto a su zona, está ubicada en los Dominios del Ducado de Feria. La iglesia de Nuestra Señora de la Candelaria está dentro del casco urbano y tiene una gran importancia cultural e histórica.
La iglesia parroquial está compuesta de tres partes muy diferenciadas: la torre, la nave central y la cabecera del  crucero y aunque sus estilos arquitectónicos, el gótico-mudéjar, el hispano flamenco y el renacimiento son muy diferentes, forman un conjunto armonioso. Cada estilo se corresponde con una parte de la Iglesia: La torre es gótico-mudéjar, la nave es hispano-flamenca y la cabecera, sacristía y el crucero pertenecen al renacimiento.

## El templo
Dadas las dimensiones de la iglesia puede decirse que son «monumentales» ya que la nave principal mide 49 m de largo por 13 m de ancho, 27 m de ancho en el crucero y una altura máxima de 15 m. Es la única de toda la Tierra de Barros que posee un crucero de este tamaño. La descripción que hace de ella el Provisor de la Orden de Santiago, (se llama «provisor» u «oficial» al sacerdote que ejerce la jurisdicción contenciosa en una diócesis), se reproduce literalmente por ser muy exacta y minuciosa.

Es la dicha iglesia de la vocación de nuestra señora. En el altar principal está una imagen de alabastro, encima del altar sus manteles e un ara con sus corporales e un fron tal dignamente. En lo alto de nuestra señora está un crucifixo con dos imágenes de culto. Ay otros cinco altares, el uno de San Blas e otro de Quinta Angustia e otro de San Antonio e otro de Santa Catalina e otro de San Bartolomé. Todos están ataviados con sus manteles e frontales de lienzo viejo.

(...) La capilla de la dicha iglesia es la bóveda fecha de piedra alta e bien ancha. El cuerpo de tres naves sobre seis arcos de un cabo e de otro e una tribunal al cabo de la dicha iglesia e unos órganos en un sobral pequeño que se mandó poner en la sacristía.
Fuente del Maestre, pasión por la cultura

### Interior del templo
En toda su longitud, la bóveda es de crucería con nervios de granito y la imposta está decorada con figuras de vegetales y animales. A través del tercer tramo, con arcos de medio punto se tiene acceso a las capillas laterales que también tienen bóvedas de crucería. En el segundo piso de la sacristía se hacían las obleas para cual dispone de una chimenea. Se sube a esta planta mediante una escalera de caracol.

### La torre
Por tanto, se deduce que en 1494 hay una iglesia de tres naves con capilla de bóveda y una torre a los pies que es la actual. En la visita de 1494 hay una referencia a la torre que dice así:

En la torre de la dicha yglesia que es de fecha nuevamente muy buena, están dos campanas.. según la cuenta que el dicho mayordomo dio paresçer que esta renta e todo cuanto se ha podido coger se ha gastado en la torre e órganos.
Fuente del Maestre, pasión por la cultura

Mediante los documentos existentes, y como asegura Manuel Garrido Santiago en su obra sobre la torre, esta es de estilo mudéjar y se construyó por segunda vez sobre la ya existente, en los últimos años del siglo XV.
Algo más de un siglo más adelante, el Dr. D Juan de Ávalos Altamirano, «Vicario General de la Provincia de León», por medio de una visita que hizo en el año 1630, entre los diferentes mandatos que emitió, deja el siguiente:

Por cuanto en el coro bajo de la yglesia no hay bancos ni asientos cuales conviene para sentarse el cura i clérigos para oficiar y cantar en las misas y otros oficios divinos y para remediarlo Su Md. mandó se hagan bancos de respaldo los que fuera menester para los dichos cura y clérigos y el mayordomo lo cumpla con la brevedad que sea posible y el cura de la dicha villa los haga cumplir, a quien se le encarga la conciencia, y lo que en ello se gastare se le reciba y pase en cuenta y hágase con intervención del cura.
Juan de Ávalos Altamirano.''Fuente del Maestre, pasión por la cultura

Para que se cumplan debidamente estos mandatos, ordena que se lean en el púlpito y por medio del sacristán el primer domingo o fiesta de guardar que hubiese después de haber dado la orden. Lo firma de la siguiente manera: «Doctor Joan Dávalos Altamiriano. Ante mí Alonso Macias Notario.»
La torre múdejar es de planta rectangular con cubo de mampostería y refuerzo de sillares en los ángulos. El campanario es de ladrillo y Los vanos de cada lado están algo apuntados y enmarcados en un alfiz de tipo musulmán. Por encima de los vanos del campanario hay una fila de arquillos ciegos que rememoran al romanticismo italiano y catalán. La torre es un ejemplo sencillo del gótico mudéjar que arraigó en las tierras sureñas. Coronan la torre unas almenas muy típicas de la arquitectura islámica, conocidas como las «almenas de piñón».

### El Coro
A los pies de la torre está el coro sobre un arco de medio punto de sillería de granito. Dispone de una rica balaustrada gótica y la disposición del apoyo de unos arcos con otros es propia del «Gótico de los Reyes Católicos».
Por razones que se desconocen, en el año 1551 se detuvieron las obras y no se reiniciaron hasta 1570 y empezaron por la segunda de la sacristía. Las obras las dirigió Andrés Maeda, hijo de Pedro de Maeda. En 1587 vuelven a hacer otra visita dejando en el margen del libro de Bautismo n.1 1, en su folio 194 v, la anotación siguiente:

Acabose la capilla mayor de la yglesia de esta villa de Fuente del Maestre a catorce días del mes de noviembre de 87 años a las nueves del día que fue sábado cerrola Andrés de Maeda.

La bóveda de hecura más bella y complicada es la del crucero que forma una estrella de ocho puntas. Las claves están decoradas con una flor similar a la del trébol y la bóveda central que lleva un ánfora con flores.
En la clave de la epístola está la cruz de Santiago y en la zona en que el altar mayor se une con la techumbre aparece Dios Padre.

### La sacristía
Tiene especial importancia la portada de la sacristía, en el mismo paramento que el evangelio y junto a él. Tiene un estilo y es un ejemplo de plateresco. Consta de dos cuerpos separados por un intermedio a modo de friso clásico donde se mezclan elementos  góticos con otros del renacimiento temprano ya que en el renacimiento aparece en la decoración «a candelabros» de las jambas de las puertas

### El retablo mayor
El retablo del altar mayor es un ejemplo de retablo barroco con columnas o pilastras troncopiramidales invertidas que a veces tiene funciones de soporte llamadas  estípites que focalizan todo el espacio del templo hacia el altar mayor y produce un gran efecto visual. Es una obra de Sebastián Jiménez y fue terminado en el año de 1723, según D. Vicente Navarro del castillo.
En este retablo mayor están las figuras de los Apóstoles, que jalonan todo el retablo y que cada uno, según el lugar que ocupan en el mismo tienen una forma achaparrada para que la perspectiva que se tiene desde abajo los haga parecer normales.

## Puertas de entrada

### Puerta del Perdón
Bajo la torre y bóveda del primer cuerpo de latorre hay una puerta conocida como «Puerta del Perdón» de estilo gótico muy sencilla y obsoleta con hay opiniones de que es una puerta de origen Templario si bien, no por ello deja de tener los defectos señalados. Se compone de tres arquivoltas o molduras que forman una serie de arcos concéntricos decorando el arco de las portadas medievales en su  paramento exterior que parten de una imposta muy rústica y elemental. La central está decorada con dientes de sierra y las tres disponen de un alfiz y un pequeño óculo.
Un arco de descarga de medio punto hace de descargan y una dovela que altura a la portada.
En la posterior visita realizada el 16 de diciembre de 1547, se detalla la torre y la portada en los términos siguientes:

Tiene la Puerta del Perdón al poniente encima de la cual esta fundada gajada de mampostería y sillares en las esquinas hasta el campanario que tiene tres arcos de ladrillo en la coronación sobre dos pilares y otros dos en las esquinas y a los lados, y cada uno, dos arcos sobre un pilar y las dicjas esquinas con la dicha coronaçión, la cual esta descubierta y las campanas de ellas metidas dentro del campanario que hay en lo alto de la dicha torre la cual tiene portada por donde se entra a la dicha yglesia un arco de sillares y más baxo un arco de punto entero con su establecimiento y otro arco encima del que hace la dicha puerta todo de sillares muy antiguo....Tiene un espejo de ladrillo en el medio de una claraboya de piedra de poca claridad...................... en entrando a la mano derecha una puerta donde se guardan cosas del servicio de la yglesia y viene las pesas del relox. Más adelante una escalera por donde se sube a la torre muy angosta e oscura.

Hay algunas referencias más a esta portada en la visita del 29 de enero de 1604 que aporta un detalle que anteriormente había sido obviado: «La otra puerta que da a Poniente es de cantería antigua y hace por encima de ella un arco donde está pintado un San Francisco y San Jerónimo y otras figuras e imágenes».
En la visita que hizo el 12 de julio de 1494, solo describió como sería la iglesia ya que aún no había comenzado en resto de las obras que la dejarían como está en la actualidad. Así se dice: «El cuerpo de la yglesia es de tres naves sobre una danza de arcos, tejada de madera tosca e caña e teja». La siguiente visita fue el 1 de mayo de 1551 en la que ya se empezaba a mencionar la iglesia de la siguiente manera: «Visitose la yglesia e mandose continuar la obra de ella, también se ordena al mayordomo vender cierta cantidad de trigo y seguirla y que los maravedies que oviere de la venta los gaste en la obra de la yglesia». En 1551, no está concluida la iglesia ya que faltaba el crucero de la capilla mayor y techar el segundo piso de la sacristía. En este año las obras estaban a cargo de Juan García de las Liebes, un cantero que era vecino de la cercana localidad de Zafra.

### Puerta a la Plaza de España o puerta al mediodía
En visita que el mismo personaje hizo el 29 de enero de 1604 dice:

La puerta que da al mediodía es una puerta grande de cantería labrada en sus molduras y algunas figuras esculpidas en la misma piedra, la cual es bien labrada con sus remates y ençima de la puerta está un encasamiento e frontispiçio en que esta pintada a lo fresco la Purificación de Nuestra Señora.
Fuente del Maestre, pasión por la cultura

La puerta que da a la Plaza de España tiene dos cuerpos: uno de tres arquivoltas decoradas que forman un arco carpanel con tres orlas. La interior de bolas, las del centro con figuras de humanas, de animales y hojas y la exterior con boliches. En la orla central están los símbolos de los cuatro evangelistas realizados de forma tosca y basta. Se cree que esta portada es del siglo XVI. El segundo cuerpo está delimitado en sus laterales por unas columnas iguales a las de las puertas oeste, con una pequeña imposta, tiene un arco conopial, rematado por una moldura muy fina labrada en granito. En visita que hizo el mismo personaje el 29 de enero de 1604 dice:

La puerta que da al mediodía es una puerta grande de cantería labrada en sus molduras y algunas figuras esculpidas en la misma piedra, la cual es bien labrada con sus remates y ençima de la puerta está un encasamiento e frontispiçio en que esta pintada a lo fresco la Purificación de Nuestra Señora.
Fuente del Maestre, pasión por la cultura

La decoración consigue una gran importancia en la crestería del muro de la fachada principal, ya que las formas flamígeras del Gótico tardío son diferentes en cada tramo de la decoración. La puerta citada, considerada como la Puerta principal, es donde la decoración se hace más lujosa. La portada es típica del «Gótico Reyes Católicos», formada por dos cuerpos de pináculos góticos. A cada lado de la puerta están los apóstoles San Pedro y San Pablo. Por encima de la curvatura del arco están representados los símbolos de los cuatro evangelistas: el toro, el cordero, el toro y el ángel. La fachada del evangelio que da mira a la plaza de Luís Zambrano, solo tiene una cornisa que remata el muro y los contrafuertes.

## Parte exterior del templo
La puerta que da a la Plaza de España tiene dos cuerpos: uno de tres arquivoltas decoradas, la interior está decorada con bolas, la de centro con figuras de hojas, animales y personas formando cadenetas. En la orla central se encuentran los símbolos de los cuatro evangelistas tallados de forma tosca. La portada es del siglo XVI. El segundo cuerpo está enmarcado en sus laterales por columnas iguales a las de las puertas oeste y están rematadas por una pequeña imposta. En la visita que el regidor hizo el 29 de enero de 1604 describió la obra existente de la siguiente manera:

La puerta que da al mediodía es una puerta grande de cantería labrada en sus molduras y algunas figuras esculpidas en la misma piedra, la cual es bien labrada con sus remates y ençima de la puerta está un encasamiento e frontispiçio en que esta pintada a lo fresco la Purificación de Nuestra Señora.
Fuente del Maestre, pasión por la cultura

La decoración exterior adquiere una enorme importancia en la crestería que corona el muro de la fachada principal. Las formas del Gótico flamígero tardío son muy variadas con verticalidad que quiere expresar en el plano espiritual, el «subir hacia arriba», típica del gótico tardío. La decoración es diferente en cada tramo los cuales están separados por unos pináculos. La puerta que da a la Plaza de España, que está considerada como la puerta principal, es donde se hacen más valiosos los motivos y formas decorativas. La portada es del estilo gótico de los Reyes Católicos o gótico isabelino. Los apóstoles San Pedro y San Pablo están uno a cada lado de la puerta. Siguiendo la curvatura del arco se ven representados los símbolos de los cuatro Evangelistas: «el ángel», «el toro», «el cordero» y «el águila».
La fachada exterior del evangelio, que da a la plaza de D. Luís Zambrano, solo tiene una cornisa que remata el muro y los contrafuertes.